# Планктон та Карен (Губка Боб)
Шелдон Пітер Джей Планктон та Карен (англ. Sheldon J. Plankton and Karen) — одні з головних героїв мультсеріалу «Губка Боб Квадратні Штани». Вони засновники ресторану «Помийне Відро».

## Планктон
Планктон живе у «Помийному Відрі», яке він заснував. Він там живе зі своєю комп'ютерною дружиною Карен і амебою Плямчиком (Спотом). Планктон прагне заволодіти секретною формулою крабсбургера (крабової петті). Майже у кожній серії де він з'являється, Планктон намагається її викрасти.
Планктон — злий геній (за його словами) і він пишається цим.
Ззовні — маленький, зелений планктон. Має одне велике око, жовтого кольору з червоною ззіницею.

## Карен
Карен — сіро-синій суперкомп'ютер. Іноді — у мобільній формі, а іноді в екранній, розміром як ціла кімната. Дуже часто спокійна і нейтральна, але іноді вона зла. Якщо використати всю її силу, вона може подорожувати часом.